# Ла Шапель, Венсан
Венсан Ла Шапель (фр. Vincent La Chapelle; между 1690 и 1703 — 14 июля 1745, Апельдорн, Нидерланды) — французский и нидерландский кулинар, автор кулинарных книг, оказавших большое влияние на историю европейской кухни.

## Биография
О юности Ла Шапеля известно немного. Свою карьеру кулинара он начал в Париже, откуда перебрался в Нидерланды, где, приблизительно между 1728 и 1732 годом, был поваром британского посла в Нидерландах графа Честерфилда. После того, как послу графу Честерфилду удалось устроить брак штатгальтера (правителя) Нидерландов Вильгельма IV Оранского с английской принцессой, Венсан ла Шапель возглавил кухню штатгальтера и оставался на этой должности долгое время.
Эта работа принесла Ла Шапелю уважение и достаток. В 1734 году, на торжественном собрании, проходившем в гостинице «Золотой лев» в Гааге, он основал первую в Нидерландах масонскую ложу и сам стал её досточтимым мастером.

## Кулинарные книги
Кулинарное руководство Ла Шапеля «Современный повар» было впервые опубликовано в 1733 году на английском языке, а два года спустя переведено (возможно, самим автором) на французский. В предисловии Шапель стремился набить себе цену, заявляя, что в молодости совершил путешествие в Испанию и Индию в поисках экзотических вкусов и специй, что вряд ли являлось правдой.
Книга Шапеля пользовалась успехом, поэтому несколько лет спустя он выпустил более полную «Современную кухню», которая выдержала несколько изданий, и, постоянно дополняемая автором, в конечном итоге превратилась в четырёхтомный труд.
Венсан Ла Шапель был, вероятно, первым кулинаром, который не просто фиксировал сложившуюся традицию, оставляя за кадром свой собственный вклад, но постоянно (начиная с заглавия) подчёркивал что пишет о новой кухне, реформированной и обновлённой им самим. Это, впрочем, не мешало ему дословно заимствовать многие рецепты из книг своих предшественников, в особенности у Франсуа Массиало, чья кулинарная книга увидела свет ещё в конце XVII века.
Несмотря на это, вклад Ла Шапеля в кулинарию был весьма весомым. В своей книге он описал множество французских, английских и голландских блюд, некоторые из которых с тех пор мало изменились. Ла Шапель одним из первых рекомендовал использование риса («индийского пшена») в качестве гарнира, хотя рис был известен при европейских дворах и ранее. В целом, Ла Шапель несколько упростил предшествующую ему высокую кухню, однако предлагаемые им блюда всё равно зачастую были весьма трудоёмкими в приготовлении, а его работа была рассчитана на дворян и аристократов, имеющих собственных кухарок и поваров.
Сегодня историки кулинарии ценят Ла Шапеля, в первую очередь, за объём представленного материала (рецепты блюд всех типов: от гарниров и супов до выпечки, десертов и ликёров из кухонь трёх стран), который позволяет лучше понять как особенности питания европейской аристократии тех лет, так и историю того или иного блюда.